# Kléber Dadjo
Kléber Dadjo (Siou, Togolandia, 12 de agosto de 1914-Siou, Togo, 23 de septiembre de 1988) fue un político y oficial militar togolés que se desempeñó como presidente interino de Togo en su papel de presidente del Comité de Reconciliación Nacional desde el 14 de enero de 1967 hasta 14 de abril de 1967 tras el derrocamiento del gobierno del presidente Nicolas Grunitzky.

## Biografía
Kléber Dadjo nació en Siou, el 12 de agosto de 1914. Pertenecía al grupo étnico y lingüístico Nawde (o Losso).
Dadjo sirvió en el ejército británico durante la Segunda Guerra Mundial y en el ejército francés en los conflictos de Indochina y Argelia. En el momento de la independencia de Togo en 1960, era el togolés con más años de servicio y de mayor rango en el ejército francés. Tenía el rango de capitán y comandaba la pequeña fuerza de defensa de Togo, la Garde Togolaise. Fue ascendido a mayor y finalmente a coronel después del golpe de Estado de 1963 y sirvió como jefe del gabinete militar del presidente Nicolas Grunitzky.
Después del segundo golpe de Estado militar el 13 de enero de 1967, Dadjo fue nombrado presidente interino de Togo (como presidente del Comité Nacional de Reconciliación), cargo que ocupó hasta el 14 de abril de 1967, cuando el teniente coronel Gnassingbé Eyadéma fue nombrado presidente de Togo. De 1967 a 1968 se desempeñó como Ministro de Justicia y Jefe del Gabinete Militar de la Presidencia de la República.
En 1968, Dadjo se jubiló y regresó a su casa en Siou, donde se convirtió en Chef de Canton.
Dadjo murió el 23 de septiembre de 1988.
En 2006, Dadjo fue reconocido por el gobierno del presidente Faure Gnassingbé junto con los expresidentes Sylvanus Olympio y Nicolas Grunitzky y el exvicepresidente Antoine Méatchi como parte de una decisión para rehabilitar la imagen de los líderes anteriores de Togo. La antigua avenida de la Nouvelle Marche de Lomé pasó a llamarse avenida Kléber Dadjo en su honor.
Dadjo es frecuente y erróneamente identificado en forma impresa como un Kabye en lugar de un Nawde (o Losso).